# David Bystroň
David Bystroň (Levoča, 18 novembre 1982 – Ilanz, 19 maggio 2017) è stato un calciatore ceco.
Il 19 maggio 2017 muore suicida nella sua a casa a Ilanz, in Svizzera.

## Carriera

### Club

#### Baník Ostrava
Fa il suo ultimo gol con il Baník Ostrava il 23 febbraio 2008 nella vittoria per 2-1 contro il Tescoma Zlín.
Fa la sua ultima presenza con il Baník Ostrava il 10 maggio 2008 nella vittoria fuori casa per 1-2 contro lo Sparta Praga.

#### Levski Sofia
Debutta con il Levski Sofia in Champions League il 13 agosto 2008 nella sconfitta casalinga per 0-1 contro il BATE Borisov.

#### Viktoria Plzeň
Debutta con il Viktoria Plzeň il 16 agosto 2009 nella sconfitta fuori casa per 2-3 contro lo Slovan Liberec.
Il 12 settembre 2009 riceve la prima espulsione al 67' nella sconfitta fuori casa per 1-0 contro il Příbram.
Fa il suo primo gol con il Viktoria l'8 maggio 2010 nel pareggio fuori casa per 2-2 contro il Bohemians Praga.
Il 6 dicembre 2011 segna in Champions League nel momentaneo 1-2 nella partita Viktoria Plzeň-Milan, la partita poi è finita 2-2.

## Palmarès

### Club

#### Competizioni nazionali
- Campionato ceco: 2

Baník Ostrava: 2003-2004
Viktoria Plzeň: 2010-2011
- Coppa della Repubblica Ceca: 2

Baník Ostrava: 2004-2005
Viktoria Plzeň: 2009-2010
- Supercoppa di Bulgaria: 1

Levski Sofia: 2009